# Finestra i porta de Can Quel de l'Estanc
Can Quel de l'Estanc és una obra de Celrà (Gironès) inclosa a l'Inventari del Patrimoni Arquitectònic de Catalunya.

## Descripció
L'element inventariat és la finestra cantonera d'estil renaixentista, que té alguns elements ornamentals d'influència gòtica. Presenta un guardapols amb escuts cisellats als arrencaments. És datada l'any 1563 i a la cantonada presenta un cap cisellat d'expressió gòtica. El trencaaigües de l'ampit és motllurat. La pedra és polida i ben treballada. La porta de la planta baixa presenta llinda plana i pedra polida amb data de 1730.